# 69 a.C.

## Eventos
- Quinto Hortênsio Hórtalo e Quinto Cecílio Metelo Crético, cônsules romanos.
- Júlio César é eleito questor e cumpre o seu mandato na província romana da Hispânia Ulterior
- Sexto ano da Terceira Guerra Mitridática contra Mitrídates VI do Ponto, sob o comando geral do general Lúculo.
  - Lúculo invade o Reino da Armênia e derrota Tigranes, o Grande, na Batalha de Tigranocerta. A nova capital armênia foi saqueada e completamente destruída.
  - Metelo Crético assume o comando da guerra contra Creta, mas não consegue uma vitória decisiva para acabar com a pirataria no Mediterrâneo.

## Nascimentos
- Cleópatra, futura rainha e farani do Egipto
- Octávia, irmã de César Augusto e mulher de Marco António

## Mortes
- Júlia Cesaris, mulher de Caio Mário